# Dnopolje
Dnopolje falu Horvátországban, Lika-Zengg megyében. Közigazgatásilag Donji Lapachoz tartozik.

## Fekvése
Korenicától légvonalban 25 km-re, közúton 33 km-re délkeletre, községközpontjától 4 km-re északnyugatra, Lika keleti részén, a Lapaci-mezőn, a Plješivica-hegység lábánál fekszik.

## Története
1857-ben 892, 1910-ben 809 lakosa volt. Lika-Korbava vármegye Donji Lapaci járásához tartozott. A trianoni békeszerződést követően előbb a Szerb-Horvát-Szlovén Királyság, majd Jugoszlávia része lett. 1991-ben lakosságának 97 százaléka szerb nemzetiségű volt. A falunak 2011-ben 112 lakosa volt.

## Lakosság
| Lakosság változása | Lakosság változása | Lakosság változása | Lakosság változása | Lakosság változása | Lakosság változása | Lakosság változása | Lakosság változása | Lakosság változása | Lakosság változása | Lakosság változása | Lakosság változása | Lakosság változása | Lakosság változása | Lakosság változása | Lakosság változása |
| ------------------ | ------------------ | ------------------ | ------------------ | ------------------ | ------------------ | ------------------ | ------------------ | ------------------ | ------------------ | ------------------ | ------------------ | ------------------ | ------------------ | ------------------ | ------------------ |
| 1857               | 1869               | 1880               | 1890               | 1900               | 1910               | 1921               | 1931               | 1948               | 1953               | 1961               | 1971               | 1981               | 1991               | 2001               | 2011               |
| 892                | 1.050              | 1.013              | 789                | 783                | 809                | 826                | 665                | 482                | 436                | 385                | 377                | 285                | 249                | 158                | 112                |